# Liriomyza cruciferarum
Liriomyza cruciferarum este o specie de muște din genul Liriomyza, familia Agromyzidae, descrisă de Erich Martin Hering în anul 1927.
Este endemică în Insulele Canare. Conform Catalogue of Life specia Liriomyza cruciferarum nu are subspecii cunoscute.